# Раково (дем Лерин)
Вижте пояснителната страница за други значения на Раково.
Рàково или Ракова (произношение в местния говор Рàкоо, на гръцки: Κρατερό, Кратеро, катаревуса: Κρατερόν, Кратерон, до 1926 година Ράκοβο или Ράκοβον, Раково или Раковон) е село в Република Гърция, в дем Лерин (Флорина), област Западна Македония.

## География
Селото е разположено на 15 километра северозападно от демовия център Лерин (Флорина) и на 8 километра западно от Долно Клещино (Като Клинес) на река Ракова (Кратериотико Рема) в планината Пелистер близо до границата със Северна Македония.

## История

### В Османската империя
Църквата в Раково „Свети Николай“ е построена в 1843 година.
В началото на XX век Раково е чисто българско село в Битолска каза. В 1861 година Йохан фон Хан на етническата си карта на долината на Вардар отбелязва Раково като българско село. Според статистиката на Васил Кънчов („Македония. Етнография и статистика“) в 1900 година Раково има 850 жители българи.
На Етнографската карта на Битолския вилает на Картографския институт в София от 1901 година Раково е чисто българско село в Битолската каза на Битолския санджак със 74 къщи.
В началото на XX век всички жители на Раково са под върховенството на Цариградската патриаршия. По данни на секретаря на Българската екзархия Димитър Мишев („La Macédoine et sa Population Chrétienne“) в 1905 година в селото има 640 българи патриаршисти гъркомани.
Селото е изгорено и много от жителите му са избити от османски войски по време на Илинденското въстание. През ноември 1903 година владиката Григорий Пелагонийски пристига в Буф и три пъти кани раковци да дойдат да получат предназначените за тях помощи, но те като патриаршисти отказват и Григорий ги раздава в Буф.
При избухването на Балканската война в 1912 година един човек от Раково е доброволец в Македоно-одринското опълчение.

### В Гърция
През войната селото е окупирано от гръцки части и остава в Гърция след Междусъюзническата война. Боривое Милоевич пише в 1921 година („Южна Македония“), че Ракова има 100 къщи славяни християни.
В 1913 година селото има 1008 жители, в 1920 година 299 семейства с 811 жители, а в 1928 - 740 жители. В 1926 година е прекръстено на Кратерон. В 1932 година в селото живеят 201 българогласни семейства, а в 1945 година 950 жители, всички с „гръцко национално съзнание“. Преброяването от 1951 година показва 719 жители.
Съборът в Раково е на 7 юли.
| Име                     | Име                  | Ново име                         | Ново име                           | Описание                                             |
| ----------------------- | -------------------- | -------------------------------- | ---------------------------------- | ---------------------------------------------------- |
| Голема Въртешка         | Βαρτέσμα Γκολένα     | Строфес                          | Στροφές                            | връх на ЮЗ от Раково (2176,7 m)                      |
| Ковчег                  | Κοφτσέκι             | Кивотос                          | Κιβωτός                            | връх на ЮЗ от Раково (1606 m)                        |
| Чуката или Станова нива | Στάνο Νίβα           | Ипсома Антиполохагу Стеряди Зиси | Ύψωμα Άνθυπολοχαγού Στεργιάδη Ζήση | връх в Баба на Ю от Раково (1183,7 m)                |
| Присово                 | Πρίσοβον             | Просилион                        | Προσήλιον                          | връх и река на И от Раково, минаваща през Битуша     |
| Ровеник                 | Ρόβενικ              | Раковити                         | Ρακοβίτη                           | хребет в Баба на ЗЮЗ от Раково                       |
| Бачило или Стара        | Μπάτσιλο Στάρα       | Кратериотико                     | Κρατεριώτικο                       | реката на Раково, ляв приток на Мала                 |
| Вардища                 | Βάρδιτσα             | Фрурос                           | Φρουρός                            | връх на ЮЗ от Раково                                 |
| Невестина               | Ντερουζίτο Νεβετσίνα | Нифиотика                        | Νυφιώτικα                          | местност на СИ от Раково                             |
| Марков камен            | Μάρκο Κάμεν          | Петрес                           | Πέτρες                             | връх в Баба на СИ от Раково, гранична пирамида № 161 |

Преброявания
- 1913 - 1008 души
- 1920 - 811 души
- 1928 - 740 души
- 1945 - 950 души
- 1951 - 719 души
- 2001 - 151 души
- 2011 - 84 души

## Личности
Родени в Раково
- Иван Кафеджията (? – 1903), български революционер, войвода на ВМОРО
- Лазо (Λάζος), гръцки андартски деец, братовчед на Павле Илиев и помощник на капитан Мораитис[15]
- Михаил Раковчето (Μιχαήλ Ρακόβου), гръцки андартски деец, куриер и водач на чети[15]
- Павле Илиев (Павлос Раковитис, 1877 – 1908), гръцки андартски капитан
- Петър Ив. Атанасов (1878 – ?), македоно-одрински опълченец, Втора рота на Девета велешка дружина[16]
- Трайче Груйоски – Павле (1921 - 2016), югославски партизанин и политик
- Траян Котев, български революционер от ВМОРО, четник на Лука Иванов[17]
- Янис Антониадис (1935 - 2001), гръцки художник